# Lacquer
Lacquer är indiepopbandet Popsicles första fullängdsalbum, från 1992. Skivan rankades av Sonic Magazine i juni 2013 som det 19:e bästa svenska albumet någonsin.

## Låtlista
1. Hey Princess
2. Popcorn
3. Undulate
4. How Come We
5. Pale Honey
6. Irreplaceable
7. She
8. Template
9. True
10. A Song Called Liberty
11. Bird
12. Sandy
13. Slow

## Listplaceringar
| Lista (1992) | Topplacering |
| ------------ | ------------ |
| Sverige      | 34           |